# Cook (Familienname)
Cook ist ein Familienname aus dem englischsprachigen Raum.

## Namensträger

### A
- Aaron Cook (Baseballspieler) (* 1979), US-amerikanischer Baseballspieler
- Aaron Cook (Basketballspieler) (* 1983), US-amerikanischer Basketballspieler
- Aaron Cook (Taekwondoin) (* 1991), britischer Taekwondoin
- Aaron Cook (Politiker), nauruischer Politiker
- Abriea Mitchell Cook (1884–1960), afroamerikanische Sängerin und Schauspielerin, siehe Abbie Mitchell
- Al Cook (* 1945), österreichischer Bluesgitarrist und -sänger
- Alan Cook (1896–1973), US-amerikanischer Filmtechniker
- Alana Cook (* 1997), US-amerikanische Fußballspielerin
- Alastair Cook (* 1984), englischer Cricketspieler
- Albert Cook (Fußballspieler) (1880–1949), englischer Fußballspieler
- Albert Stanburrough Cook (1853–1927), US-amerikanischer Anglist
- Alice Cook (Soziologin) (1903–1998), US-amerikanische Soziologin und Hochschullehrerin
- Alice Cook (Eiskunstläuferin) (* 1955), US-amerikanische Eiskunstläuferin
- Alice Carter Cook (1868–1943), US-amerikanische Botanikerin
- Alice Grace Cook (1877/1887–1958), britische Astronomin
- Alonzo B. Cook (1866–1956), US-amerikanischer Politiker (Republikanische Partei)
- A. J. Cook (* 1978), kanadische Schauspielerin
- Angela Cook (* 1953), australische Mittel- und Langstreckenläuferin
- Ann Cook (1903–1962), US-amerikanische Bluessängerin
- Annelies Cook (* 1984), US-amerikanische Biathletin und Skilangläuferin
- Arthur Cook (1928–2021), US-amerikanischer Sportschütze
- Arthur Bernard Cook (1868–1952), britischer Klassischer Philologe, Archäologe und Religionswissenschaftler

### B
- Barbara Cook (1927–2017), US-amerikanische Sängerin und Schauspielerin
- Beryl Cook (1926–2008), britische Malerin
- Bill Cook (1896–1986), kanadischer Eishockeyspieler und -trainer

- Billy Cook (Schauspieler) (1928–1981), US-amerikanischer Kinderdarsteller
- Billy Cook (Serienmörder) (1928–1952), US-amerikanischer Serienmörder
- Billy Cook (Fußballspieler, 1882) (1882–1947), englischer Fußballspieler
- Billy Cook (Fußballspieler, 1895) (1895–1980), englischer Fußballspieler
- Billy Cook (Fußballspieler, 1909) (1909–1992), irischer Fußballspieler
- Billy Cook (Fußballspieler, 1940) (1940–2017), schottisch-australischer Fußballspieler
- Blanche Wiesen Cook (* 1941), US-amerikanische Historikerin und Autorin
- Bob Cook (Eishockeyspieler) (1946–1978), kanadischer Eishockeyspieler
- Bob Cook (Regisseur) (* 1952), US-amerikanischer Regisseur und Filmproduzent
- Bob Cook (Radsportler) (um 1958–1981), US-amerikanischer Radsportler
- Brendan Cook (* 1983), kanadischer Eishockeyspieler
- Bruce Alexander Cook (1932–2003), US-amerikanischer Journalist und Schriftsteller
- Bun Cook (1904–1988), kanadischer Eishockeyspieler und -trainer
- Burton C. Cook (1819–1894), US-amerikanischer Politiker

### C
- Carla Cook (* um 1962), US-amerikanische Jazzsängerin
- Carole Cook (1924–2023), US-amerikanische Sängerin und Schauspielerin
- Cecil Cook (1897–1985), englisch-australischer praktischer Arzt, Protector of Aborigines, Militär- und Amtsarzt
- Charles Henry Herbert Cook (1843–1910), neuseeländischer Universitätsprofessor für Mathematik und Naturphilosophie
- Charlie Cook (* 1982), US-amerikanischer Eishockeyspieler
- Charlotte Cook, US-amerikanische Filmproduzentin und Kuratorin
- Chris Cook (* 1979), britischer Schwimmer, siehe Christopher Cook (Schwimmer)
- Chris Cook (Skilangläufer) (* 1980), US-amerikanischer Skilangläufer
- Chris Cook (Rennfahrer) (* 1981), US-amerikanischer Rennfahrer
- Christopher Cook (Schauspieler) (* 1942), US-amerikanischer Schauspieler
- Christopher Cook (Schwimmer) (* 1979), britischer Schwimmer
- Christopher David Cook (* 1933), englischer Botaniker
- Clarence Cook (1828–1900), US-amerikanischer Kunstkritiker
- Clyde Cook (1891–1984), australischer Schauspieler, Komiker, Filmregisseur und Autor

### D
- Daequan Cook (* 1987), US-amerikanischer Basketballspieler
- Dalvin Cook (* 1995), US-amerikanischer American-Football-Spieler
- Dan Cook (1926–2008), US-amerikanischer Journalist
- Daniel Cook (* 2003), bermudischer Fußballspieler
- Dane Cook (* 1972), US-amerikanischer Comedian
- Daniel Pope Cook (1794–1827), US-amerikanischer Politiker
- David Cook (Schauspieler) (1940–2015), britischer Schauspieler und Drehbuchautor
- David Cook (Religionswissenschaftler) (David Bryan Cook; * 1966), US-amerikanischer Religionswissenschaftler
- David Cook (Radsportler) (David Alan Cook; * 1969), britischer Radrennfahrer
- David Cook (Musiker) (David Roland Cook; * 1982), US-amerikanischer Singer-Songwriter und Musiker
- Diane Cook (* 1976), US-amerikanische Schriftstellerin
- Diane J. Cook (* 1963), US-amerikanische Informatikerin und Hochschullehrerin
- Doc Cook (1891–1958), US-amerikanischer Jazz-Bigbandleader
- Donald Cook (1901–1961), US-amerikanischer Schauspieler
- Donald G. Cook (* 1946), pensionierter General der US Air Force
- Douglas S. Cook († 2015), US-amerikanischer Drehbuchautor
- Dustin Cook (* 1989), kanadischer Skirennläufer

### E
- Ebenezer Cook (um 1667–um 1732), englischer Dichter
- Eddie Cook (* 1966), US-amerikanischer Boxer
- Edward Cook (Leichtathlet) (1889–1972), US-amerikanischer Leichtathlet
- Edward Dutton Cook (1829–1883), britischer Schriftsteller und Literaturkritiker
- Edward Tyas Cook (1857–1919), britischer Journalist, Biograph und Gelehrter
- Elisha Cook (1903–1995), US-amerikanischer Schauspieler
- Eliza Cook (1818–1889), britische Schriftstellerin
- Elizabeth Cook (1741–1835), Ehefrau des Entdeckers James Cook
- Elizabeth Cook (Schriftstellerin) (* 1952), britische Schriftstellerin
- Elizabeth Cook (Musikerin) (* 1972), US-amerikanische Sängerin
- Elizabeth Cook-Lynn (1930–2023), indigene amerikanische Autorin und Hochschullehrerin
- Emily Cook (* 1979), US-amerikanische Freestyle-Skierin
- Eugene Beauharnais Cook (1830–1915), US-amerikanischer Schachkomponist

### F
- Fielder Cook (1923–2003), US-amerikanischer Filmregisseur und Produzent
- Frank Cook (1935–2012), britischer Politiker
- Frederick Cook (Politiker) (1833–1905), US-amerikanischer Geschäftsmann und Politiker (Demokratische Partei)
- Frederick Cook (1865–1940), US-amerikanischer Entdecker, Polarforscher und Arzt
- Frederick Joseph Cook (1904–1988), kanadischer Eishockeyspieler und -trainer, siehe Bun Cook

### G
- Garry Cook (* 1958), britischer Leichtathlet
- Gene Cook (1932–2002), US-amerikanischer American-Football-Spieler und Baseballfunktionär
- George Cook (Fußballspieler, 1895) (1895–1980), englischer Fußballspieler
- George Cook (Boxer) (1898–1943), australischer Boxer
- George Cook (Fußballspieler, 1904) (1904–??), englischer Fußballspieler
- George Cook (Sänger) (1925–1995), britischer Sänger (Bassbariton) und Schauspieler
- George H. Cook (George Hammell Cook; 1818–1889), US-amerikanischer Geologe und Agrarwissenschaftler
- George Ramsay Cook (1931–2016), kanadischer Historiker
- George W. Cook (1851–1916), US-amerikanischer Politiker
- Gerald Cook (1920/21–2006), US-amerikanischer Pianist
- Gilbert Cook (1885–1951), englischer Ingenieur und Hochschullehrer
- Gilbert R. Cook (1889–1963), US-amerikanischer Generalmajor
- Glen Cook (* 1944), US-amerikanischer Schriftsteller
- Glenn Cook (* 1963), britischer Triathlet
- Greg Cook (1946–2012), US-amerikanischer American-Football-Spieler

### H
- Helen Appo Cook (1837–1913), US-amerikanische, afroamerikanische Aktivistin
- Holly Cook, US-amerikanische Eiskunstläuferin
- Humphrey Cook (1893–1978), britischer Autorennfahrer

### I
- Iain Cook (* 1974), schottischer Musiker, Komponist und Plattenproduzent
- Ida Cook (1904–1986), britische Romanautorin und Gerechter unter den Völkern

### J
- J. Lawrence Cook (Jean Lawrence Cook; 1899–1976), US-amerikanischer Pianist
- Jacqui Cook (* 1976), kanadische Ruderin
- James Cook (1728–1779), britischer Seefahrer und Entdecker
- James Cook (Footballspieler, 1888) (1888–1979), US-amerikanischer American-Football-Spieler
- James Cook (Footballspieler, 1999) (* 1999), US-amerikanischer American-Football-Spieler
- James Cook (Industrieller) (1764–1837), schottischer Industrieller
- James Douglas Cook (1879–1949), britischer Politiker
- James Hume Cook (1866–1942), australischer Politiker
- James M. Cook (1807–1868), US-amerikanischer Geschäftsmann, Bankier und Politiker
- James Wilfred Cook (1900–1975), britischer Chemiker
- Jared Cook (* 1987), US-amerikanischer American-Football-Spieler
- Javier Cook (* 1961), deutscher American-Football-Trainer
- Jerry Cook (* 1943), US-amerikanischer Rennfahrer
- Jesse Cook (* 1964), kanadischer Gitarrist und Komponist
- Joel Cook (1842–1910), US-amerikanischer Politiker
- John Cook (Pirat) († 1684), Seeräuber
- John Cook (Politiker, 1730) (1730–1789), britisch-amerikanischer Politiker (Delaware)
- John Cook (General) (1825–1910), US-amerikanischer General
- John Cook (Schauspieler) (1876–1921), US-amerikanischer Schauspieler
- John Cook (Regisseur) (1935–2001), kanadischer Fotograf und Regisseur
- John Cook (Politiker, 1946) (* 1946), US-amerikanischer Politiker, Bürgermeister von El Paso
- John Cook (Golfspieler) (* 1957), US-amerikanischer Golfspieler
- John Cook (Kognitionswissenschaftler) (* 1972), australischer Kognitionswissenschaftler und Wissenschaftsautor
- John C. Cook (1846–1920), US-amerikanischer Politiker (Iowa)
- John Manuel Cook (1910–1994), britischer Klassischer Archäologe und Althistoriker
- John Parsons Cook (1817–1872), US-amerikanischer Politiker
- Jonathan Cook (* 1965), britischer Journalist und Autor
- Joseph Cook (1860–1947), australischer Politiker
- Josephine Cook (1931–2023), britische Kugelstoßerin
- Junior Cook (1934–1992), US-amerikanischer Jazzmusiker

### K
- Karl Cook (* 1990), US-amerikanischer Springreiter
- Kassidy Cook (* 1995), US-amerikanische Wasserspringerin
- Kathy Cook (* 1960), britische Leichtathletin
- Kristina Cook (* 1970), britische Vielseitigkeitsreiterin
- Kyle Cook (* 1975), US-amerikanischer Rockgitarrist

### L
- Laurence Cook (* 1939), US-amerikanischer Jazzmusiker
- Lester Cook (* 1984), US-amerikanischer Tennisspieler
- Lewis Cook (* 1997), englischer Fußballspieler
- Linda Cook (* 1958), US-amerikanische Managerin
- Lisa D. Cook, US-amerikanische Wirtschaftswissenschaftlerin

### K
- Kenneth Cook (1929–1987), australischer Autor und Filmschaffender

### M
- Marlow Cook (1926–2016), US-amerikanischer Politiker
- Marty Cook (* 1947), US-amerikanischer Jazz-Posaunist und Komponist
- Mason Cook (* 2000), US-amerikanischer Schauspieler
- Matt Cook (Historiker), britischer Historiker
- Matt Cook (Drehbuchautor), US-amerikanischer Drehbuchautor
- Matt Cook (Schauspieler) (* 1984), US-amerikanischer Schauspieler
- Mercer Cook (1903–1987), US-amerikanischer Romanist, Übersetzer und Diplomat
- Merrill Cook (* 1946), US-amerikanischer Politiker
- Michael Cook (* 1940), britischer Islamwissenschaftler
- Monte Cook (* 1968), US-amerikanischer Rollenspielautor
- Myrtle Cook (1902–1985), kanadische Leichtathletin

### N
- Natalie Cook (* 1975), australische Volleyballspielerin
- Nick Cook (* 1960), britischer Journalist und Autor
- Nicky Cook (* 1979), englischer Boxer im Superfedergewicht
- Norman Cook (* 1963), britischer Musiker und Produzent, siehe Fatboy Slim

### O
- Oliver Cook (* 1990), britischer Ruderer
- Omar Cook (* 1982), US-amerikanisch-montenegrinischer Basketballspieler
- Orator Fuller Cook (1867–1949), US-amerikanischer Botaniker, Entomologe und Kulturgeograph
- Orchard Cook (1763–1819), US-amerikanischer Politiker
- Oscar Cook (1888–1952), englischer Schriftsteller

### P
- Pamela Cook, US-amerikanische Mathematikerin und Hochschullehrerin
- Paul Cook (Politiker) (* 1943), US-amerikanischer Politiker
- Paul Cook (Schriftsteller) (* 1950), US-amerikanischer Schriftsteller
- Paul Cook (* 1956), britischer Musiker
- Paul Cook (Dartspieler) (* 1956), englischer Dartspieler
- Peter Cook (Architekt) (* 1936), britischer Architekt
- Peter Cook (Komiker) (1937–1995), britischer Komiker und Schauspieler
- Peter Cook (Politiker) (1943–2005), australischer Politiker
- Peter J. Cook (* 1938), britisch-australischer Geologe
- Philip Cook (1817–1894), US-amerikanischer Politiker und Brigadegeneral
- Philip J. Cook (* 1946), US-amerikanischer Sozialwissenschaftler und Kriminologe

### Q
- Quentin L. Cook (* 1940), US-amerikanischer Rechtsanwalt und Apostel (Mormonen)
- Quentin Leo Cook (* 1963), britischer Musiker und Produzent, siehe Fatboy Slim
- Quinn Cook (* 1993), US-amerikanischer Basketballspieler

### R
- Rachael Leigh Cook (* 1979), US-amerikanische Schauspielerin und Model
- Randall William Cook (* 1951/1952), US-amerikanischer Spezialeffektkünstler
- Regan Charles-Cook (* 1997), englischer Fußballspieler
- Richard Cook (1957–2007), britischer Jazz-Journalist und Autor
- Robert Cook (Softwareentwickler), US-amerikanischer Softwareentwickler und Unternehmer, Mitbegründer von Metaweb
- Robert A. Cook (Robert Andrew Cook; 1912–1991), US-amerikanischer Pastor und Autor
- Robert E. Cook (Robert Eugene Cook; 1920–1988), US-amerikanischer Politiker
- Robert Edward Cook (* 1946), US-amerikanischer Ökologe
- Robert Finlayson Cook (1946–2005), britischer Politiker, siehe Robin Cook (Politiker)
- Robert L. Cook (* 1952), US-amerikanischer Informatiker und Ingenieur
- Robert Manuel Cook (1909–2000), britischer Klassischer Archäologe
- Robert O. Cook (Robert Oscar Cook; 1903–1995), US-amerikanischer Tontechniker
- Robin Cook (Autor) (* 1940), US-amerikanischer Arzt und Autor
- Robin Cook (Politiker) (1946–2005), britischer Politiker
- Robin William Arthur Cook, Pseudonym Derek Raymond (1931–1994), britischer Schriftsteller
- Roderick Cook (1932–1990), britisch-amerikanischer Schauspieler, Autor und Theaterregisseur
- Roger Cook (* 1940), britischer Songschreiber, siehe Roger Cook und Roger Greenaway
- Roger Cook (Landschaftsarchitekt) (1954–2024), US-amerikanischer Landschaftsarchitekt
- Roger Cook (Politiker) (* 1965), australischer Politiker
- Rosa Cook (* 1998), mexikanische Leichtathletin
- Rupert Svendsen-Cook (* 1990), britischer Rennfahrer
- Russ Cook (* 1997), britischer Extremsportler

### S
- Sabré Cook (* 1994), US-amerikanische Autorennfahrerin
- Samuel A. Cook (1849–1918), US-amerikanischer Politiker (Wisconsin)
- Samuel E. Cook (1860–1946), US-amerikanischer Politiker (Indiana)
- Sarah Cook (Kunsthistorikerin) (* 1974), kanadische Kunsthistorikerin
- Sarah Cook (Squashspielerin) (* 1975), neuseeländische Squashspielerin
- Sarah Cook (Ruderin) (* 1985), australische Ruderin
- Sarah Cook (Fußballspielerin) (* 1993), US-amerikanisch-philippinische Fußballspielerin
- Sarah Cook (UN-Beamtin), britische UN-Beamtin
- Sherburne F. Cook (1896–1974), US-amerikanischer Physiologe und Anthropologe
- Stacey Cook (* 1984), US-amerikanische Skirennläuferin
- Stanton Cook († 2015), US-amerikanischer Manager
- Stephanie Cook (* 1972), britische Moderne Fünfkämpferin
- Stephen A. Cook (* 1939), US-amerikanischer Informatiker
- Steve Cook (* 1991), englischer Fußballspieler
- Summer Cook (* 1991), US-amerikanische Triathletin, siehe Summer Rappaport

### T
- T. S. Cook (Thomas Stephen Cook; 1947–2013), US-amerikanischer Drehbuchautor
- Tamsin Cook (* 1998), australische Schwimmerin
- Thomas Cook (1808–1892), britischer Geistlicher und Tourismusunternehmer
- Thomas Cook (Politiker, fl. 1399), englischer Politiker aus Marlborough
- Thomas Cook (Politiker, fl. 1417), englischer Politiker aus Exeter
- Thomas Cook (Sänger) (1831–1894), englischer Opernsänger (Bass)
- Thomas Cook (Bischof) (1866–1928), britischer Geistlicher, Bischof von Lewes
- Thomas Cook (Cricketspieler) (1901–1950), englischer Cricket- und Fußballspieler
- Thomas Cook (Politiker, 1902) (1902–1970), englischer Politiker
- Thomas Cook (Politiker, 1908) (1908–1952), schottischer Politiker
- Thomas H. Cook (* 1947), US-amerikanischer Schriftsteller
- Tim Cook (* 1960), US-amerikanischer Manager, CEO von Apple
- Tim Cook (Eishockeyspieler) (* 1984), US-amerikanischer Eishockeyspieler
- Tommy Cook (Sportler) (Thomas Edwin Reed Cook; 1901–1950), englischer Cricketspieler, Fußballspieler und -trainer
- Tommy Cook (Schauspieler) (* 1930), US-amerikanischer Schauspieler, Filmproduzent und Drehbuchautor
- Tony Cook (Fußballspieler, 1929) (Anthony Cook; 1929–1996), englischer Fußballspieler
- Tony Cook (Leichtathlet) (Anthony Cook; * 1936), australischer Langstreckenläufer
- Tony Cook (Fußballspieler, 1961) (Anthony Cook; * 1961), englischer Fußballspieler
- Tony Cook (Fußballspieler, 1976) (Anthony Cook; * 1976), englischer Fußballspieler

### V
- Verna Cook Salomonsky (1888–1978), amerikanische Architektin

### W
- Walter Robert Ivimey Cook (1902–1952), britischer Pilzkundler
- Wesley Cook, bekannt als Mumia Abu-Jamal (* 1954), US-amerikanischer Journalist
- Will Marion Cook (1869–1944), US-amerikanischer Komponist
- William Cook, bürgerliche Name von Antony Tudor (1908–1987), US-amerikanischer Choreograf
- William Cook (1909–1992), irischer Fußballspieler, siehe Billy Cook (Fußballspieler, 1909)
- William Cook (Mathematiker) (* 1957), US-amerikanischer Mathematiker
- William Alfred Cook (1931–2011), US-amerikanischer Unternehmer
- William Edward Cook (1928–1952), US-amerikanischer Mörder, siehe Billy Cook (Serienmörder)
- William James McLaughlan Cook (1940–2017), schottisch-australischer Fußballspieler, siehe Billy Cook (Fußballspieler, 1940)
- William Osser Cook (1896–1986), kanadischer Eishockeyspieler und -trainer, siehe Bill Cook
- William Richard Joseph Cook (1905–1987), britischer Physiker
- Willie Cook (Fußballspieler)  (William Lawrence Cook; 1906–1981), schottischer Fußballspieler
- Willie Cook (Jazzmusiker)  (1923–2000), US-amerikanischer Jazz-Trompeter

### Z
- Zac Stubblety-Cook (* 1999), australischer Schwimmer
- Zadock Cook (1769–1863), US-amerikanischer Politiker